# توماس إيان غريفيث
توماس إيان غريفيث (بالإنجليزية: Thomas Ian Griffith)‏ مواليد 18 مارس 1962 في هارتفورد، الولايات المتحدة، هو ممثل أمريكي بدأ مسيرته الفنية سنة 1964. امتدت مسيرته الفنية لأكثر من 43 عاما.و طوله هو 196 سنتيمتر

## الأعمال

### مسلسلات
- عالم آخر
- في حرارة الليل
- تل الشجرة الواحدة
- كولد كيس

## روابط خارجية
- توماس إيان غريفيث على موقع IMDb (الإنجليزية)
- توماس إيان غريفيث على موقع ميتاكريتيك (الإنجليزية)
- توماس إيان غريفيث على موقع روتن توميتوز (الإنجليزية)
- توماس إيان غريفيث على موقع ألو سيني (الفرنسية)
- توماس إيان غريفيث على موقع تيرنر كلاسيك موفيز (الإنجليزية)
- توماس إيان غريفيث على موقع أول موفي (الإنجليزية)
- توماس إيان غريفيث على موقع قاعدة بيانات برودواي على الإنترنت (الإنجليزية)
- توماس إيان غريفيث على موقع قاعدة بيانات الأفلام السويدية (السويدية)
- توماس إيان غريفيث على موقع إن إن دي بي (الإنجليزية)
- توماس إيان غريفيث على موقع قاعدة بيانات الفيلم (الإنجليزية)